# Turbat
Turbat (en urdu: تربت‎) es una localidad de Pakistán, en la provincia de Baluchistán.

## Demografía
Según estimación 2017 contaba con 213,557 habitantes.